# لوفينغن (سويسرا)
لوفينغن  (بالألمانية: Lufingen) هي إحدى بلديات مقاطعة بولاخ في كانتون زيورخ في سويسرا. تبلغ مساحتها 5.22 كيلومتر مربع، ويقدر عدد سكانها بـ 2381 نسمة (حسب تعداد ديسمبر 2017).